# 542 (szám)
Az 542 (római számmal: DXLII) egy természetes szám, félprím, a 2 és a 271 szorzata.

## A szám a matematikában
A tízes számrendszerbeli 542-es a kettes számrendszerben 1000011110, a nyolcas számrendszerben 1036, a tizenhatos számrendszerben 21E alakban írható fel.
Az 542 páros szám, összetett szám, azon belül félprím, kanonikus alakban a 21 · 2711 szorzattal, normálalakban az 5,42 · 102 szorzattal írható fel. Négy osztója van a természetes számok halmazán, ezek növekvő sorrendben: 1, 2, 271 és 542.
Az 542 négyzete 293 764, köbe 159 220 088, négyzetgyöke 23,28089, köbgyöke 8,15329, reciproka 0,0018450. Az 542 egység sugarú kör kerülete 3405,48644 egység, területe 922 886,82429 területegység; az 542 egység sugarú gömb térfogata 666 939 545,1 térfogategység.